# 非洲潭鼠屬
非洲潭鼠屬（学名：Malacomys）为哺乳綱、囓齒目、鼠科的一屬哺乳动物。而與非洲潭鼠屬（潭鼠）同科的動物尚有滑尾鼠屬（滑尾鼠）、熔岩鼠屬（熔岩鼠）、小齒鼠屬（雅小齒鼠）、新幾內亞跳鼠屬（新幾內亞跳鼠）等之數種哺乳動物。

## 下属物种
本属包括以下物种：
- Malacomys cansdalei Ansell, 1958
- Malacomys edwardsi Rochebrune, 1885
- Malacomys longipes Milne-Edwards, 1877